# Ley Universitaria de 2014
La Ley Universitaria de 2014 (Ley N° 30220) es la segunda actualización del sistema de educación universitaria del Perú. 
Dicha norma fue dictada el 9 de julio de 2014 y propulsada por el congresista Daniel Mora Zevallos.

## Historia de la ley universitaria 30220
Desde el impulso del neoliberalismo en la política, instaurado por el gobierno de Alberto Fujimori, se permitió que el sector privado ofreciera universidades y centros de educación superior que, sin embargo, no consiguieron competir con otras instituciones a nivel mundial. Entre 1996 (año en que se promulgó la ley de inversión educativa) y 2010 se matricularon casi medio millón de personas. La necesidad de una nueva ley para el control de calidad de las mismas fue propuesta a finales de la década de 2000, para formar el Consejo Nacional de Universidades, pero fue archivada por el Congreso en 2010.
En 2013 el congresista peruano Daniel Mora, del partido Perú Posible, al percibir que el crecimiento de universidades en el país terminó en una baja calidad académica, se encargó de una nueva reforma. Sus propuestas fueron difundidas en el foro La universidad en el S. XXI, nueva ley universitaria y su autonomía en la Universidad Nacional Jorge Basadre Grohmann.
En agosto de 2013, la Comisión de Educación de Congreso de la República, a cargo de Mora como presidente y Leyla Chihuán como vicepresidenta, anunciaron la aprobación de los primeros ocho capítulos para la formación de esta Ley con la aprobación de la entonces Asamblea Nacional de Rectores. En noviembre se aprobaron los tres siguientes, incluyendo la obligación de matricularse con doce créditos para mantener la condición de estudiantes regulares y la imposibilidad de continuar en los estudios para aquellos que desaprueben tres veces un mismo curso. Para el mes de diciembre de ese año, se aprobaron los capítulos restantes.
El 26 de junio de 2014 el Congreso aprobó la ley con 56 votos a favor, 46 votos en contra y tres abstenciones.
Sin embargo, tras su publicación en julio de 2014, autoridades universitarias apelaron la aplicación por infringir la Constitución de 1993. En noviembre de 2015 el Tribunal Constitucional declaró infundadas las acusaciones.

## Contenido de la ley universitaria 30220
La ley cuenta con 16 capítulos y 133 artículos.
Destacan los siguientes puntos:
- La Superintendencia Nacional de Educación Superior Universitaria, la nueva autoridad peruana, lleva la función de regular, supervisar y tomar acciones de las instituciones públicas y privadas en el país (capítulo II). En 2015 se aprobó la votación del consejo directivo.[16]
- La exigencia de contar el 25 % de la plana de profesores a tiempo completo.
- Llevar un grado de maestría a cada educador, siendo obligatorio a partir del quinto año de la publicación.
- Llevar en su bachillerato un idioma ajeno al suyo. En el caso de maestría, debe dominar una lengua; mientras que en doctorado debe llevar dos lenguas extranjeras, indígenas o mixtas.[17]
- Establecer como «alumno regular» aquel que lleve por lo menos 12 créditos por curso.[8]
- Egresar de la universidad con al menos un trabajo de investigación gestionado por el vicerrectorado de investigación.[18]
- La exoneración del impuesto a la renta a las instituciones académicas.
- La prohibición de postular a sentenciados por terrorismo.[6][7]
- Llevar un Tribunal de Honor o Defensoría Universitaria para atender quejas (artículo 75).[19]

## Impacto
La reforma universitaria inicialmente propuesta enfrentó la oposición de la Asamblea Nacional de Rectores, quienes alegaron que dicha reforma suponía una interferencia en la autonomía de las universidades al colocarlas bajo la supervisión de una superintendencia con el objetivo de mejorar la calidad educativa Este rechazo fue compartido por el expresidente Alberto Fujimori, quien calificó la reforma de «pincelada velasquista». Posteriormente, la oposición a la reforma se extendió a la alta jerarquía de las universidades públicas y a los propietarios de las universidades privadas peruanas. El entonces legislador Mora advirtió que en los próximos años podría existir interferencia por parte de los propietarios de universidades privadas. Según el entonces ministro de Educación, Jaime Saavedra, ocho de 31 universidades públicas han intentado evadir la ley universitaria.
Una encuesta de 2016 por Ipsos señaló que un 83 % mostró respaldo al nuevo desempeño de la Sunedu.
En enero de 2017, luego de proclamarse la ley, 10 de las 140 entidades universitarias fueron acreditadas. Durante el proceso, hubo inconvenientes para encontrar la acreditación; para 2015, el director de la superintendencia se percató de actos de corrupción en instituciones de alto presupuesto para omitir infracciones en la revisión final.
En una entrevista del exministro de educación Ricardo Cuenca para el diario La República, señaló que en el año que se publicó la ley «tres universidades peruanas habían publicado más de 100 artículos en revistas indexadas, en el año 2021 este número ha subido a 24 universidades». Según Ranking Scimago de Scopus en ese año, Perú fue el segundo país de Latinoamérica con mayor crecimiento en producción científica con 244 % en comparación al año pasado.

## Modificaciones
A finales de 2015 se propuso modificar la Ley Universitaria para extender el mandato de los rectores en las universidades. Este fue llamado «Ley Cotillo» en alusión al opositor de la Ley, el rector de Universidad Nacional Mayor de San Marcos Pedro Cotillo, quien justificó que el reglamento «no dispone que la designación de las nuevas autoridades universitarias se haga antes que finalice el mandato de las actuales». Generó manifestaciones de estudiantes, específicamente del colectivo Merecemos Más. En diciembre de ese año el proyecto fue archivado.
En diciembre de 2017 se modificó el límite de edad permitido para los docentes a 75 años, por Ley n.º 30697.
En marzo de 2020 se modificaron algunos artículos para tomar acciones ante la pandemia de COVID-19, por Decreto Legislativo n.º 1476. Entre ellos, se establece la educación a distancia y las sesiones virtuales. Esta posibilidad fue prohibida en febrero de 2024 por la Sunedu, luego de ser reestructurada por la contrarreforma universitaria, en la que el Indecopi dictaminó su ilegalidad.
En abril de 2021 se publicó la Ley n.º 31183 que añade una disposición transitoria para obtener el bachillerato inmediatamente después a los estudiantes que aprobaron todos los cursos entre 2020 y 2021. En noviembre de ese año se extendió el plazo a 2023 por Ley N.º 31359. Pese a que no infringe el funcionamiento de la institución, la Sunedu criticó la medida por «dar una idea de que se está vulnerando [su] autonomía».

## Contrarreformas universitarias de 2021-2022
En diciembre de 2021, Comisión de Educación, Juventud y Deporte del Congreso aprobó dos contrarreformas para ofrecer una nueva oportunidad a las universidades no licenciadas, específicamente a las 48 en proceso de clausura, y restablecer la directiva de la Sunedu.
Fue propuesto por los legisladores Álex Paredes, Edgar Tello y Esdras Medina, y recibieron el apoyo del líder de Renovación Popular, Rafael López Aliaga, y representantes del colectivo universitario AUF Perú. Además, fue promovida por la rectora de la Universidad Mayor de San Marcos, Jeri Ramón Ruffner, a lo que según ella acusa al partido político Partido Morado de «tener el control de la educación». Este contó con el apoyo de 17 abogados de Lima, entre ellos, el encargado de la planificación legal de la contrarreforma Aníbal Quiroga.
El 1 de febrero de 2022 se realizó una sesión en el Congreso sobre el restablecimiento de la directiva de la Sunedu, caso que el portal Convoca señaló que también «incluyó la modificación de algunas funciones de la Sunedu, las competencias del Ministerio de Educación (Minedu), como ente rector, y hasta se ha derogado una disposición complementaria sobre el financiamiento para mejorar la calidad de los servicios de educación universitaria». Tras dos horas se aprobó por primera instancia con 69 votos a favor (incluyendo en totalidad a las bancadas de Fuerza Popular y Renovación Popular, con considerable parte de las bancadas de Perú Libre y Avanza País), 39 en contra y dos abstenciones. Una segunda votación fue recibida en mayo de ese año con 68 votos a favor, 39 en contra y 5 abstenciones. La ley asignada es la 31520 y modifica el artículo 12 de la Ley Universitaria de 2014.
El 9 de mayo de 2022 se planificó la primera audiencia en que Sunedu denunció la norma por dos aspectos: la «cosa juzgada» y el «principio de independencia». Sin embargo, se suspendió para noviembre de ese año.
A pesar de que la modificación fue aprobada por insistencia el 12 de julio de 2022, el 20 de julio del mismo año la Corte Superior de Justicia de Lima declaró fundada la acción de amparo, por lo que se anula momentáneamente la contrarreforma. Debido a que la universidad San Marcos se opuso a la anulación, el 18 de agosto el Poder Judicial envió dos oficios que advierte a la rectora Ramón Ruffner que no podrá interferir a la elección de dos representantes de las universidades públicas para el Consejo Directivo de la Sunedu.
El 20 de diciembre, el Tribunal Constitucional dejó infundado la demanda de inconstitucionalidad de la ley firmada por 33 congresistas, que tenía como función legal desnaturalizar la creación del Consejo Directivo de la Sunedu tras incluir a representantes como era en el caso de la Asamblea Nacional de Rectores. Esa estrategia para darle el visto bueno hacia las contrarreformas fue propuesta por parlamentarios Fuerza Popular, Perú Libre, Renovación Popular y Podemos Perú. A pesar de no haberse enterado ese cambio a tiempo, Sunedu volvió a tomar acciones judiciales tras reconocer como constitucional dos veces previas a esta nueva decisión, además de acusar de desinformación sobre el supuesto conflicto con la designación de autoridades en el Consejo Directivo. Durante la reorganización varias figuras de la contrarreforma visitaron al ente universitario en busca de cambiar su reglamentación.
En 2023 Infobae reportó reuniones con la Dirección de Licenciamiento de la Sunedu, ente responsable de la validez de los centros de educación superior. Esto coincide con las declaraciones del jefe de asesoría de la nueva directiva de la Sunedu, Carlos Mesía, quien declaró extender los permisos temporales a perpetuidad. La unidad de investigación de Perú 21 indicó que para octubre ese año 10 universidades no licenciadas fueron reaperturadas con la contrarreforma sin reglas claras en ofrecer títulos universitarios.
Para 2024, el ex viceministro de Educación, sociólogo y máster en políticas públicas José Luis Gargurevich reveló que un nuevo organigrama estableció la eliminación de la dirección de licenciamiento y la dirección de supervisión, lo que evita el monitoreo de los centros de educación superior. En ese año, se dictó la ley que elimina la regulación frecuente de las universidades debido al licenciamiento permanente que otorga el ente regulador a ellas.

### Recepción
La contrarreforma generó discusiones sobre la reducción del rol de la superintendencia y cómo podría cambiar la calidad académica en el país, históricamente influenciada por corrientes conservadoras, según la exministra de Educación Patricia Salas. Una de las congresistas que votó a favor en febrero de 2022, Rosselli Amuruz, justificó la contrarreforma porque «ya no sé de la elección de los miembros de Sunedu por el Ministerio de Educación, para mí, eso era un abuso del tema caviar». El exministro Martín Benavides señaló a Infobae en 2022 que las contrarreformas fueron planificadas desde 2016 y que, según él, se modificaron tres aspectos desde entonces: revertir su dependencia al Ministerio de Educación, establecer su meritocracia al cambiar su consejo directivo y carecer de auditoria en el licenciamiento de los egresados.
Sobre las universidades desacreditadas, el propio Daniel Mora indicó previamente que en mayo de 2020 es posible volver a postular como nuevas. El 19 de diciembre de 2021 se realizó una reunión del Consorcio de Universidades (PUCP, UL, UPCH, UP), en que 16 rectores participantes señalaron los efectos negativos tras una eventual reducción de la exigencia educativa para aquellas a punto de ser desacreditadas. Posteriormente, la misma asociación junto con la recién formada Asociación de Universidades Nacionales del Perú (AUNAP) volvieron a criticar de manera conjunta a la contrarreforma e hicieron hincapié en los efectos que podría tener.
Sobre la «restablecer la autonomía e institucionalidad de las universidades peruanas», en mayo de 2021, el Consejo Directivo manifestó en contra de la aprobación debido al cambio de poder a las universidades, que justifica un «regreso a un viejo orden sin fiscalización». Además, los congresistas Flor Pablo y Carlos Anderson, este último lo describió como parte de los «intereses particulares de los [partidos políticos] de derecha e izquierda», junto a los ministros César Landa y Alejandro Salas, e inclusive a la Unesco criticaron a la reforma. Pablo posteriormente formaría el bloque multipartidario para defender la reforma universitaria en 2021. En 2023 el diario La República reportó que el proyecto de restablecimiento permitió a 56 universidades crear 999 carreras de pregrado y 1083 de posgrado sin la fiscalización de la Sunedu, cifra que Infobae estima ascenderse a 2250.
El educador Idel Vexler criticó, en 2024, la creación de nuevas universidades con fines populistas por parte de los congresistas que respaldaron la contrarreforma universitaria.
En 2025, el portal Ojo Público indicó que Lida Asencios Trujillo y Carlos Reyes Pareja, rectores que promovieron la contrareforma universitaria, habían sido incluidos en el consejo directivo de 2026 con la posibilidad de ser candidatos a la superintendencia.